# Brattfors kyrka
Brattfors kyrka är en kyrkobyggnad som tillhör Filipstads församling i Karlstads stift. Fram till 2010 hörde kyrkan till Brattfors församling som sedan uppgick i Filipstads församling. Kyrkan ligger i Brattfors utmed riksväg 63 omkring sex kilometer sydväst om Filipstad.

## Kyrkobyggnaden
Träkyrkan började byggas 1661 och invigdes 1669 trots att den ännu inte var färdigbyggd. Kyrkan byggdes av liggtimmer och bestod från början av långhus med tresidigt kor i öster och sakristia i norr. Ett vapenhus vid södra sidan tillkom 1680. Kyrktornet som är inbyggt i långhuset tillkom senare, troligen på 1720-talet. 1798 flyttades sakristian från norra sidan till sin nuvarande plats öster om koret. Någon gång på 1800-talet revs vapenhuset vid södra sidan. Vid mitten av samma århundrade fick kyrkan sitt nuvarande utseende då ytterväggarna kläddes med ljus panel.

## Inventarier
- Predikstolen vid korets norra sida är från 1687. Den har en åttakantig korg.
- Altaruppsatsen är från 1694.
- Dopfunten av trä är från 1953.

## Orgel
- En tidigare orgel med 3 stämmor och 1 manual blev 1886 renoverad av E. A. Setterquist & Son, Örebro.
- Orgeln med 16 stämmor tillkom 1921 och byggdes av A. Magnussons Orgelbyggeri i Göteborg.

## Galleri

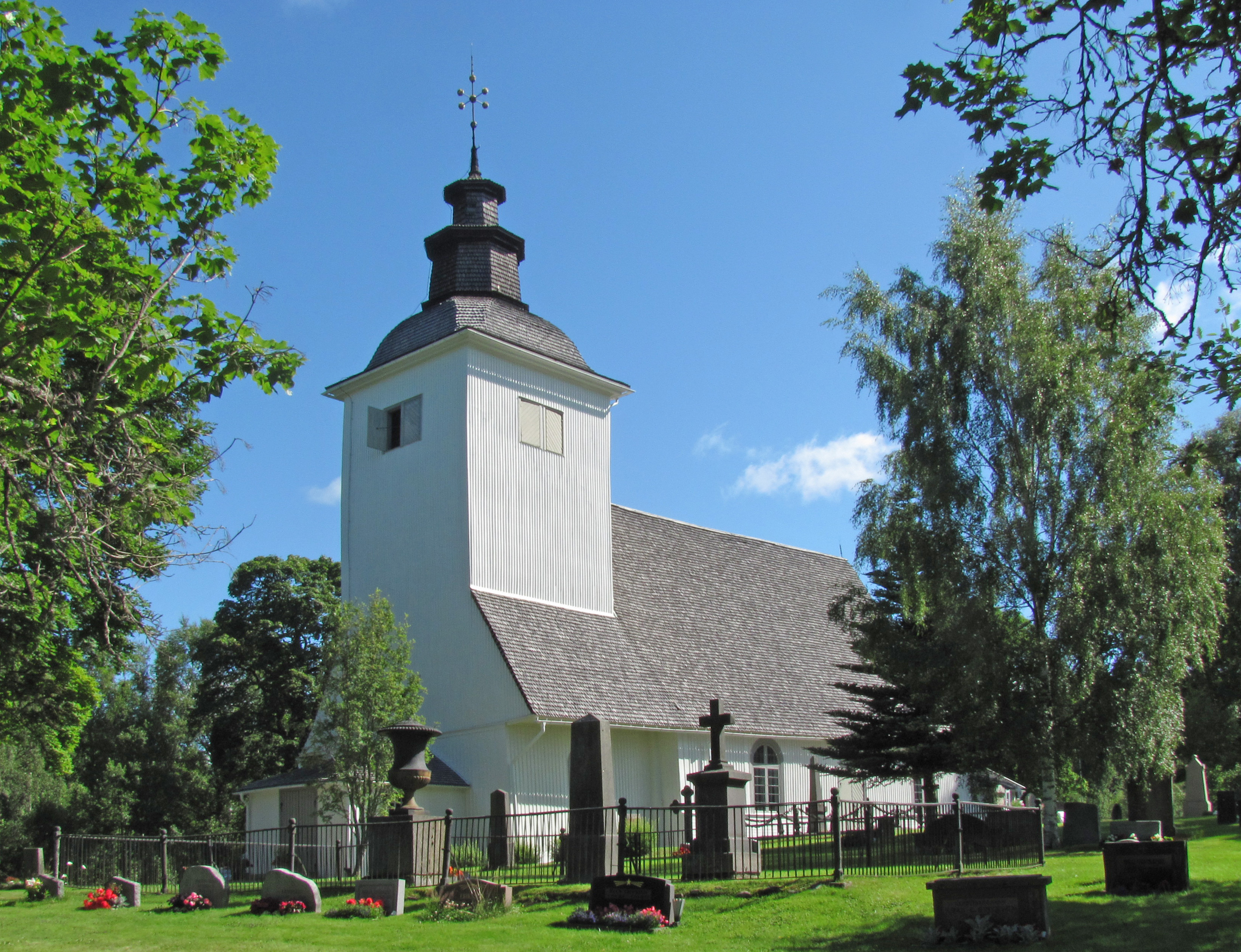
Brattfors kyrka från sydväst

### Webbkällor
- Kyrkor i Karlstads stift Del I, Utgiven av Värmlands Museum och Karlstads stift, 2008, ISBN 91-85224-71-5
- anläggningspresentation
- byggnadspresentation
- Wikimedia Commons har media som rör Brattfors kyrka.